# Универзитет Јешива
Универзитет Јешива (енгл. Yeshiva University) је приватни универзитет са четири кампуса у Њујорку. Комбинује академско образовање са проучавањем Торе. Док се већина студената изјашњава као савремени ортодоксни Јевреји, велики број других нису Јевреји.

## Председници
- Бернард Ревел, 1915—1940.[5]
- Самјуел Белкин, 1943—1975.[6][7]
- Норман Лам, 1976—2003.[8][9]
- Ричард М. Џоел, 2003—2017.[10]
- Ари Берман, 2017—данас[11]